# Acacia sarcophylla
Acacia sarcophylla là một loài rau đậu thuộc họ Fabaceae.
Đây là một cây bụi lâu năm có ở Somalia và Yemen.
Chúng hiện đang bị đe dọa vì mất môi trường sống, và được Liên minh Bảo tồn Thiên nhiên Quốc tế IUCN đưa vào Sách đỏ.